# Dvärglummer
Dvärglummer (Selaginella selaginoides, tidigare benämnd Lycopodium selaginoides) är en mosslummerväxt som mestadels förekommer i norra Sverige i fuktiga marker (exempelvis kärr, sjöstränder och längs bäckar). 
Dvärglummern är den enda arten ibland de totalt 600 mosslummerväxterna som finns i Sverige.

## Beskrivning

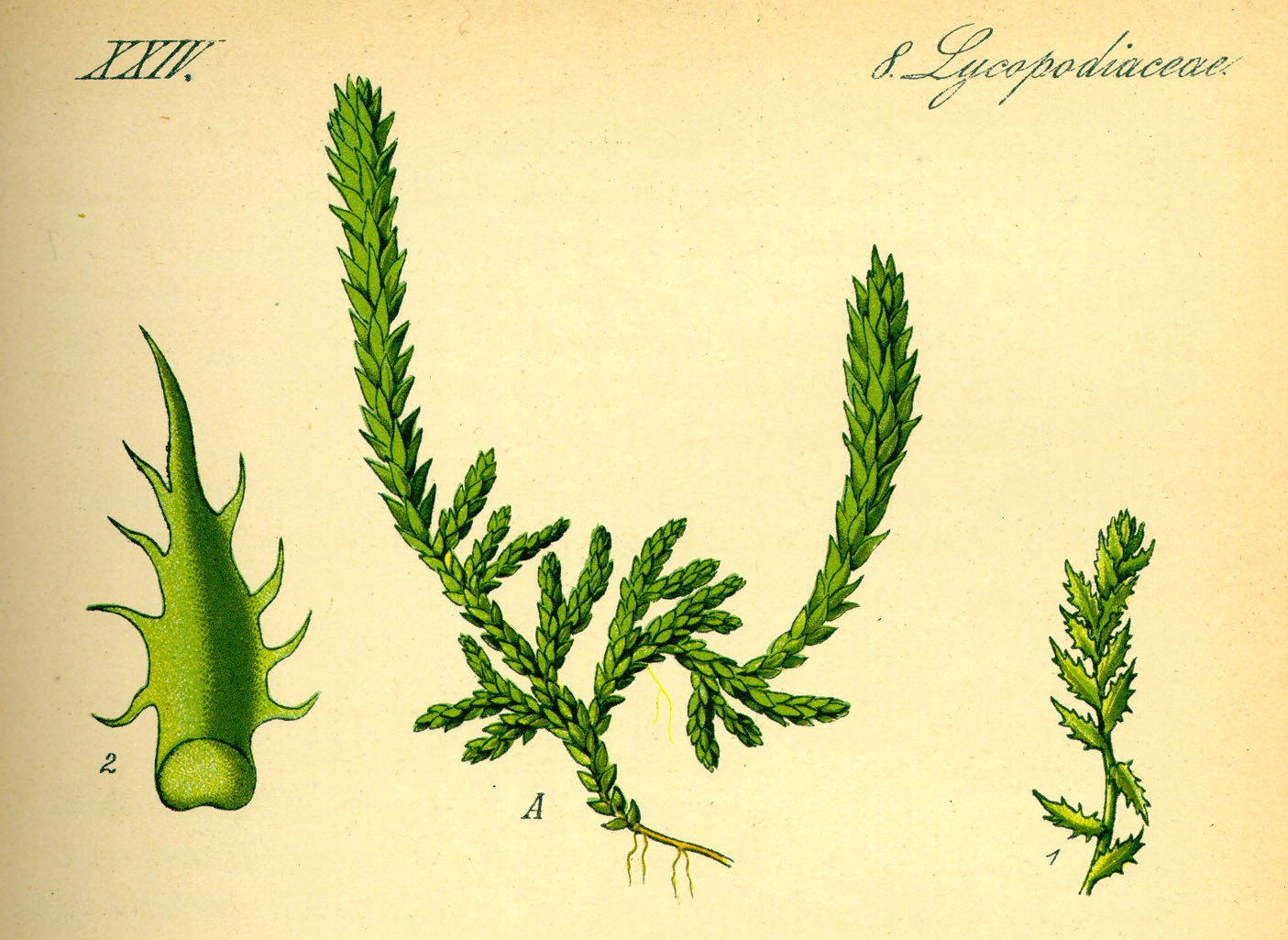
Illustration

Utifrån en liggande huvudstam (3-10 cm) sticker ett flertal små (1-5 mm) sågtandade blad ut. Bladen är gröna (alternativt gulgröna), något uppåtvinklade och sitter mycket tätt kring hela den liggande stammen. Längst ut på stammen sitter sporaxen, ofta en aning gulare än resten av plantan. 
Trivs bäst i fuktiga, kalkrika marker. Vanligt förekommande i större delarna av Norrland inklusive fjälltrakterna, relativt sällsynt söder om Stockholm. Dess nord-sydliga utbredningsmönster är ungefär på all landmassa samma oavsett longitud.

## Systematik
Ursprungligen räknade man dvärglummer till familjen lummerväxter (Lycopodiaceae) men under senare tid har man istället räknat den till en speciell familj, mosslummerväxterna (Selaginellaceae). Mosslummerväxterna har ofta sågformade blad, men den viktigaste anledningen till att man numera räknar dem till en egen familj är att de har två olika sorts sporer (detta kallas heterospori), en mindre och en större variant.